# Óblast de Txeliàbinsk
L'óblast de Txeliàbinsk (en rus Челя́бинская о́бласть, tr. Txeliàbinskaia óblast) és un subjecte federal de Rússia. La seva capital és la ciutat de Txeliàbinsk, la vuitena ciutat més poblada del país.